# دانييل تورينا
دانييل تورينا (بالتشيكية: Daniel Turyna)‏ (26 فبراير 1998 ببراغ في التشيك - ) هو لاعب كرة قدم تشيكي في مركز الهجوم.

## روابط خارجية
- دانييل تورينا على موقع قاعدة بيانات كرة القدم.إي يو (الإنجليزية)
- دانييل تورينا على موقع Soccerway.com (الإنجليزية)